# S/2020 S 9
S/2020 S 9 — природний супутник Сатурна. Відкритий 15 травня 2023 року Бреттом Гледменом, Едвардом Ештоном, Жан-Марк Петі та Майк Александерсен зі спостережень, зроблених між 23 серпня 2019 року та 16 серпня 2020 року.
Діаметр S/2020 S 9 – близько 4 км, велика піввісь – 25 434 100 км, орбітальний період – 1534,97 земної доби. Обертається навколо Сатурна зі зворотним орбітальним рухом під нахилом 161,4° до площини екліптики, ексцентриситет орбіти – 0,531. S/2020 S 9 належить до скандинавської групи і є одним із найвіддаленіших супутників Сатурна разом із S/2004 S 26, S/2004 S 52 і S/2019 S 21.